# Scrutin uninominal majoritaire à un tour
Pour les articles homonymes, voir Scrutin uninominal.
Pour un article plus général, voir Système électoral.

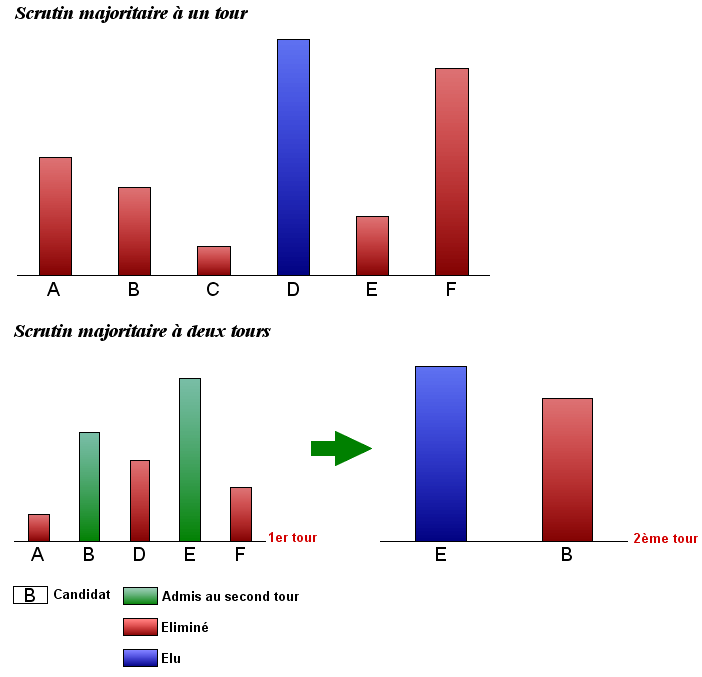
Schéma du mode de scrutin majoritaire

Le scrutin uninominal majoritaire à un tour est le système électoral pour lequel il est le plus simple de déterminer l'option gagnante à partir des votes.
L'électeur doit choisir un candidat parmi plusieurs. On compte alors le nombre de voix obtenues par chaque candidat. Celui qui recueille le plus de voix (majorité relative) remporte l'élection.

## Utilisation
Ce système de vote est utilisé pour l'élection du président de la République dans certains pays (Cameroun, Corée du Sud, Islande, Kenya, Malawi, Mexique, Philippines, Venezuela, République démocratique du Congo, Togo, Taïwan). On le retrouve aussi lors d'élections parlementaires ou législatives dans le vote par circonscriptions comme au Royaume-Uni, aux États-Unis et au Canada.

## Avantages et inconvénients

### Avantage pratique
L'extrême simplicité de ce système permet une mise en place économe.
Il comporte également peu de règles, faciles à assimiler :
1. un vote unique par électeur
2. le candidat avec le plus de votes est élu

### Problème de représentativité
Le scrutin majoritaire à un tour permet l'élection d'un représentant qui peut se révéler minoritaire (une majorité d'électeurs ayant voté contre lui ou n'ayant pas voté pour lui),.
Exemple : lors d'une élection, le candidat A recueille 25 % des voix, les candidats B, C, D et E obtenant respectivement 22 %, 19 %, 18 % et 16 % des voix. Le candidat A est élu, cependant, 75 % des électeurs se trouvent dans l'opposition.
Ce fut le cas par exemple en 1993 au Venezuela, alors que Rafael Caldera a été élu à la présidence avec 30,5 % des suffrages exprimés. Il en fut de même aux élections de mai 1992, où Fidel Ramos, le président de la République des Philippines, a été élu, dans une lutte qui l'opposait à six autres candidats, avec seulement 24 % des suffrages exprimés.
Le second tour n'empêche pas d'aboutir au même problème. Par exemple, lors des élections présidentielles françaises de 1995 (20,8 % pour J. Chirac au premier tour), de 2002 (19,9 % pour le même), de 2017 (24 % pour E. Macron) et pour d'innombrables élections individuelles aux législatives depuis les années 1880. Ce système aggrave le problème, d’autant plus que l'absence de second tour interdit de conditionner l'élection au premier tour, comme il est fait par exemple en France depuis le décret du 2 février 1852, qui oblige le candidat à dépasser le quart des électeurs inscrits pour voir la majorité de premier tour transformée en élection effective.
Un autre exemple, où voici les choix des électeurs (d'une population de 13) par ordre de préférence :
- 5 électeurs choisissent A (1er choix) puis B puis C,
- 4 électeurs choisissent B puis C puis A,
- 4 électeurs choisissent C puis B puis A.

Avec ce système, A est élu même si 8 des 13 électeurs lui préfèrent B et 8 des 13 électeurs lui préfèrent C.
De plus, ce qui est reproché à ce système de vote est la représentation non-proportionnelle des partis par rapport au nombre de votes ainsi que de favoriser les grands partis politiques au détriment des plus petits.
Si l'on prend exemple sur l'élection fédérale canadienne de 2011, les candidats du Parti conservateur du Canada ont remporté 53,90 % des sièges malgré un total des appuis pour tous leurs candidats de seulement 39,62 % des Canadiens. Cela signifie que le parti est en majorité au Parlement malgré l'appui pour leurs candidats d'une minorité de Canadiens, un chiffre qui ressemblerait peut-être à l'appui pour le parti lui-même. La situation inverse se produit pour les plus petits partis. Le Bloc québécois n'a remporté que 1,3 % des sièges malgré l'appui présumé de 6,04 % des électeurs, soit environ 5 fois moins de sièges. Le Parti vert du Canada n'a remporté que 0,32 % des sièges malgré le vote de 3,91 % des électeurs, soit 12 fois moins de sièges.
Les partis dont les candidats ont reçu beaucoup de votes ont plus de candidats qui remportent leurs sièges en proportion avec le total des votes reçus alors que ceux dont les candidats en ont reçu moins remportent proportionnellement moins de sièges.
Certaines critiques se font entendre au Royaume-Uni à la suite des élections générales de 2024 à la suite du score de Reform UK, qui n'obtient que quatre élus alors que les Libéraux-Démocrates, ayant recueilli moins de voix, en ont obtenu 71. La critique est de mise également sur la surreprésentation du Parti travailliste en nombre de sièges (majorité absolue) alors qu'il n'a recueilli que 34 % des votants[réf. nécessaire].

### Problème du système à deux partis
Par un jeu de pure mécanique électorale le scrutin uninominal conduit à un système comportant deux partis majoritaires. A noter qu'un but proche est recherché à travers le scrutin à deux tours, non à travers deux partis mais à travers au moins un camp majoritaire. Dans le cadre d'un scrutin à un tour, les deux partis qui parviennent à émerger deviennent les seules options de vote viables. Et comme l'électeur français le fait au second tour d'une élection politique, où pareillement deux partis se retrouvent seuls sélectionnés, ce système pousse les électeurs à voter contre le/les partis qui leur sont opposés politiquement en préférant un parti rival plus susceptible d'être élu. L'électeur vote donc contre un parti et non pas pour un parti, au détriment du parti dont il est politiquement le plus proche. Le résultat est un manque d'adhésion du peuple électeur à des élus dont la base d'adhésion sincère est largement minoritaire dans le cadre du scrutin à deux tours, inconnue dans le cadre du scrutin à un seul tour.

### Abstentionnisme
Les désavantages de ce type de scrutin peuvent conduire à une lassitude de l’électorat, et donc, à une hausse du taux d'abstention,.
Ainsi certains préfèrent d'autres modes de scrutin comme le scrutin uninominal majoritaire à deux tours ou un autre système de vote pondéré.